# Adisorn Suppahso
Adisorn Suppahso (thailändisch อดิศร สัพโส, * 2. März 1991) ist ein thailändischer Fußballspieler.

## Karriere
Adisorn Suppahso spielte bis Ende 2018 beim Zweitligisten Rayong FC in Rayong. Wo er vorher gespielt hat, ist unbekannt. 2019 wechselte er zum Drittligisten Phrae United FC. Der Verein aus Phrae spielte in der Thai League 3 in der Upper Region. Mit dem Klub wurde er im gleichen Jahr Vizemeister der dritten Liga und stieg somit in die zweite Liga auf. Für Phrae absolvierte er 70 Ligaspiele. Im Sommer 2022 wechselte der Abwehrspieler zum Ligarivalen Customs United FC. Mit dem Verein aus Samut Prakan wurde man am Ende der Saison 2022/23 Tabellendritter und qualifizierte sich somit für die Aufstiegsspiele zur ersten Liga. Hier musste man sich jedoch im Finale gegen den Uthai Thani FC geschlagen geben. Im Sommer 2023 wurde sein Vertrag nicht verlängert.

## Erfolge
Phrae United FC
- Thai League 3 – Upper Region: 2019 (Vizemeister)  ▲